# Cal Gasol
Cal Gasol és una obra de Cervera (Segarra) inclosa a l'Inventari del Patrimoni Arquitectònic de Catalunya.

## Descripció
Casa estreta i alta, feta de carreus i d'obra i posteriorment arrebossada. Té cinc plantes. A la planta baixa hi ha una portada d'arc carpanell amb porta de ferro molt treballada. Els tres pisos següents presenten un balcó rectangular amb cantells arrodonits als que es surt per una porta d'arc de mig punt rebaixat. Les baranes són de ferro forjat molt decorades. La planta superior, o golfa, té una finestra rectangular.

## Història
Pertanyia a la família Gasol i posteriorment va ser comprada pels senyors Trulles de Cervera.